# Ортачальская тюрьма
Ортачальская тюрьма (груз. ორთაჭალის ციხე) — бывшая тюрьма в Тбилиси, в районе Ортачала. Официально называлась следственным изолятором №5, пенитенциарным учреждением №12.

## История
Здания тюрьмы были построены в конце XIX века изначально как казармы для солдат. В 1930-е — 1950-е годы в Ортачальской тюрьме содержались многие жертвы сталинских репрессий. До 1917 года в этой тюрьме содержался тесть Сталина Сергей Аллилуев, дважды, в 1947 и 1982 годах, в ней содержался кинорежиссер Сергей Параджанов. В подвалах тюрьмы осуществлялись расстрелы.
В тюрьме содержались многие «воры в законе». В независимой Грузии, в январе 2003 года, заключённые тюрьмы, после того как впервые за многие годы обыску подверглись камеры «воров в законе», подняли бунт, в ходе которого предприняли несколько попыток побега. В результате операции спецназа несколько десятков заключённых и несколько спецназовцев были ранены. В марте 2006 года в тюрьме снова произошёл бунт, поводом к которому стал планируемый перевод заключённых в новый следственный изолятор в Кутаиси. При подавлении бунта было убито 7 заключённых, ещё 17 получили тяжелые ранения, были ранены и двое спецназовцев. По данным на 2006 год, в Оратчальской тюрьме содержалось около 4000 человек.
В феврале 2013 года было объявлено о закрытии Оратчальской тюрьмы из-за её плохого состояния. Об окончательном закрытии тюрьмы было сообщено в феврале 2019 года, остававшихся в ней 248 заключённых этапировали в новую тюрьму в Рустави. В 2021 году территорию бывшей тюрьмы с постройками выставили на аукцион.